# Гресвиллер
Гресвиллер (фр. Gresswiller) — коммуна на северо-востоке Франции в регионе Гранд-Эст (бывший Эльзас — Шампань — Арденны — Лотарингия), департамент Нижний Рейн, округ Мольсем, кантон Мюциг. До марта 2015 года коммуна административно входила в состав кантона Мольсем (округ Мольсем).
Площадь коммуны — 9,27 км², население — 1443 человека (2006) с тенденцией к росту: 1609 человек (2013), плотность населения — 173,6 чел/км².

## Население
Население коммуны в 2011 году составляло 1587 человек, в 2012 году — 1629 человек, а в 2013-м — 1609 человек.
| 1962 | 1968 | 1975 | 1982 | 1990 | 1999 | 2006 | 2008 | 2011 | 2012 | 2013 |
| ---- | ---- | ---- | ---- | ---- | ---- | ---- | ---- | ---- | ---- | ---- |
| 869  | 919  | 964  | 1052 | 1181 | 1287 | 1443 | 1484 | 1587 | 1629 | 1609 |

Динамика населения:

## Экономика
В 2010 году из 1035 человек трудоспособного возраста (от 15 до 64 лет) 792 были экономически активными, 243 — неактивными (показатель активности 76,5 %, в 1999 году — 72,2 %). Из 792 активных трудоспособных жителей работали 747 человек (403 мужчины и 344 женщины), 45 числились безработными (24 мужчины и 21 женщина). Среди 243 трудоспособных неактивных граждан 90 были учениками либо студентами, 96 — пенсионерами, а ещё 57 — были неактивны в силу других причин.

## Достопримечательности (фотогалерея)

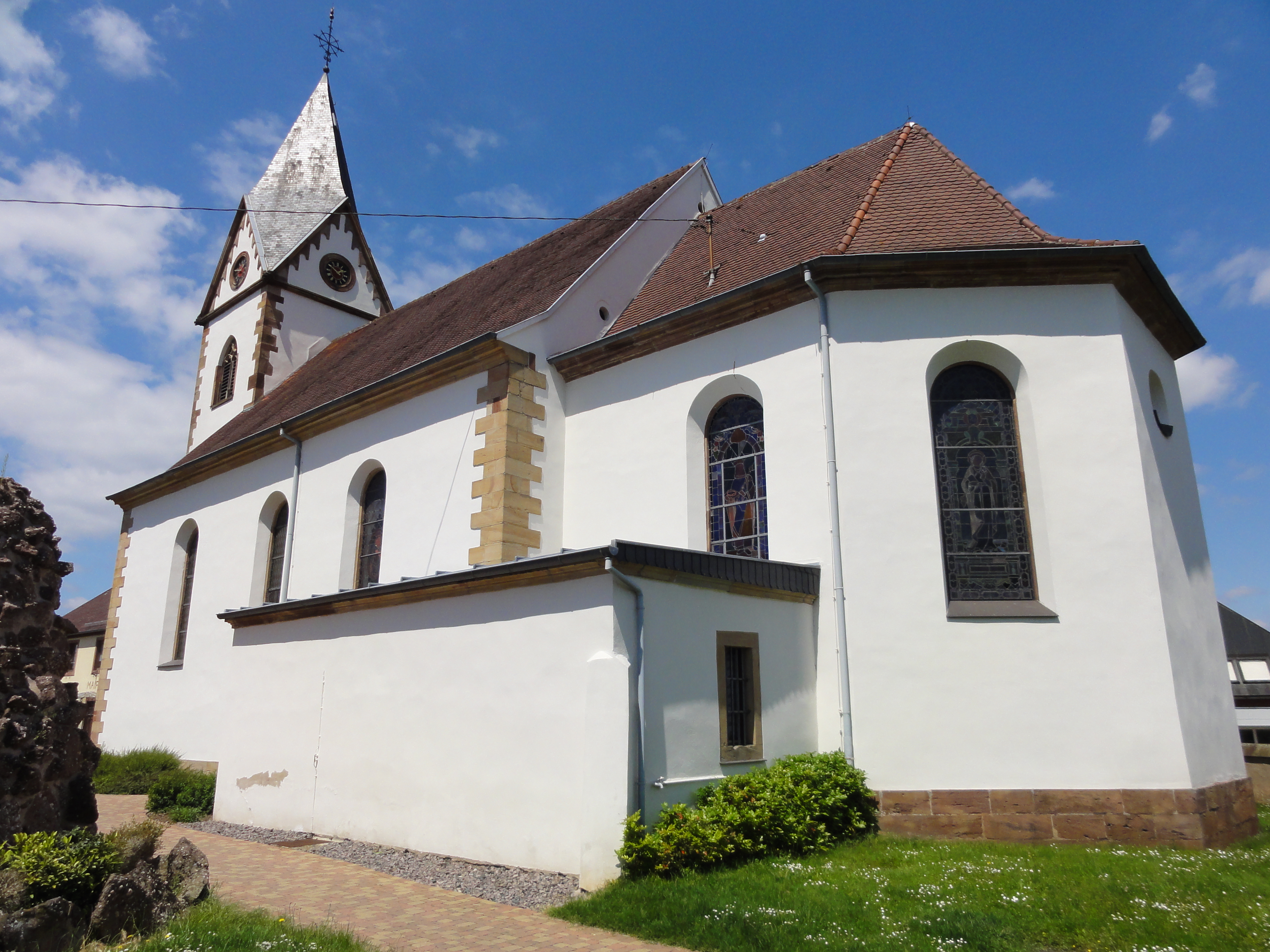
Церковь Сен-Мартен
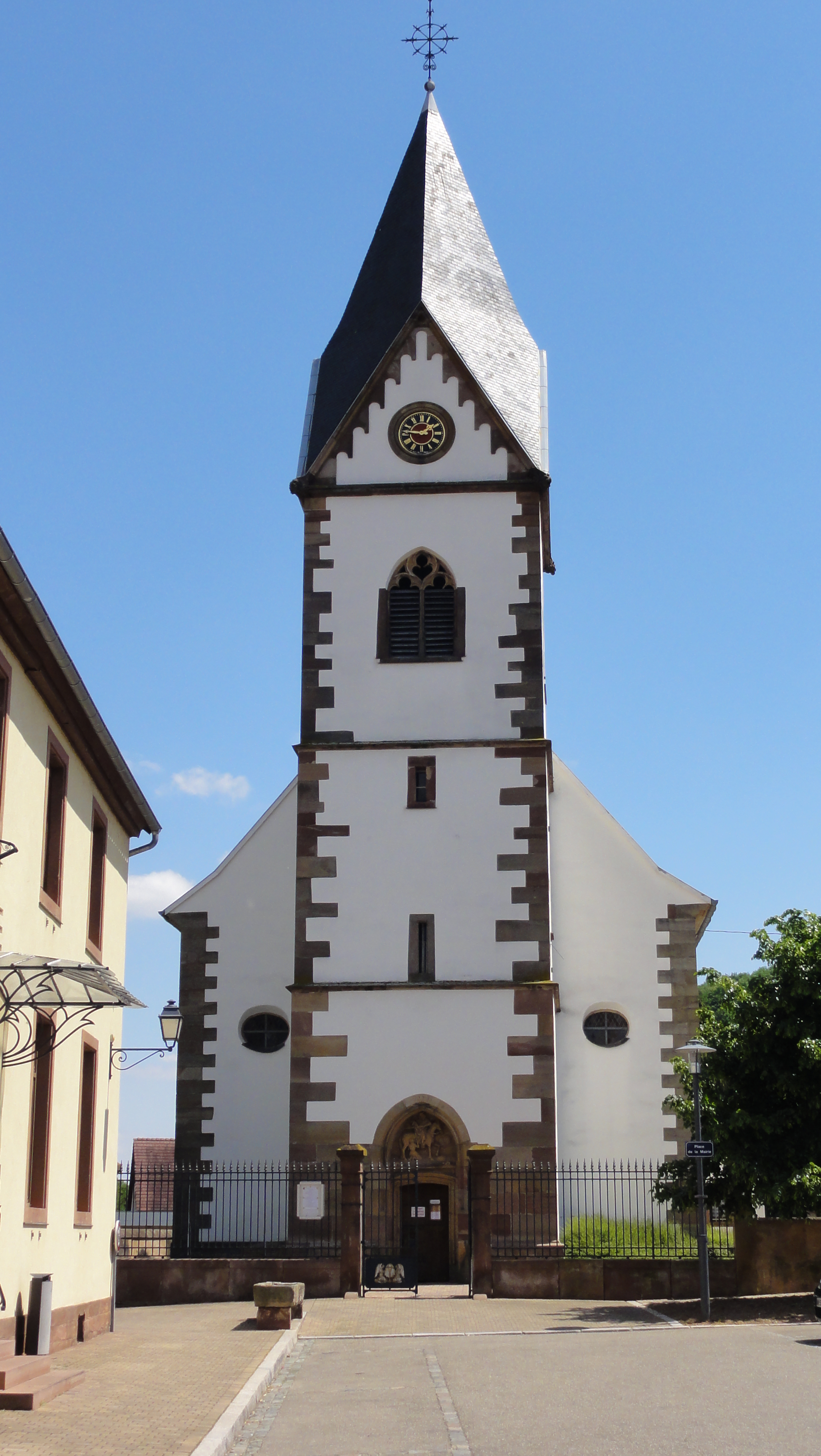
Колокольня
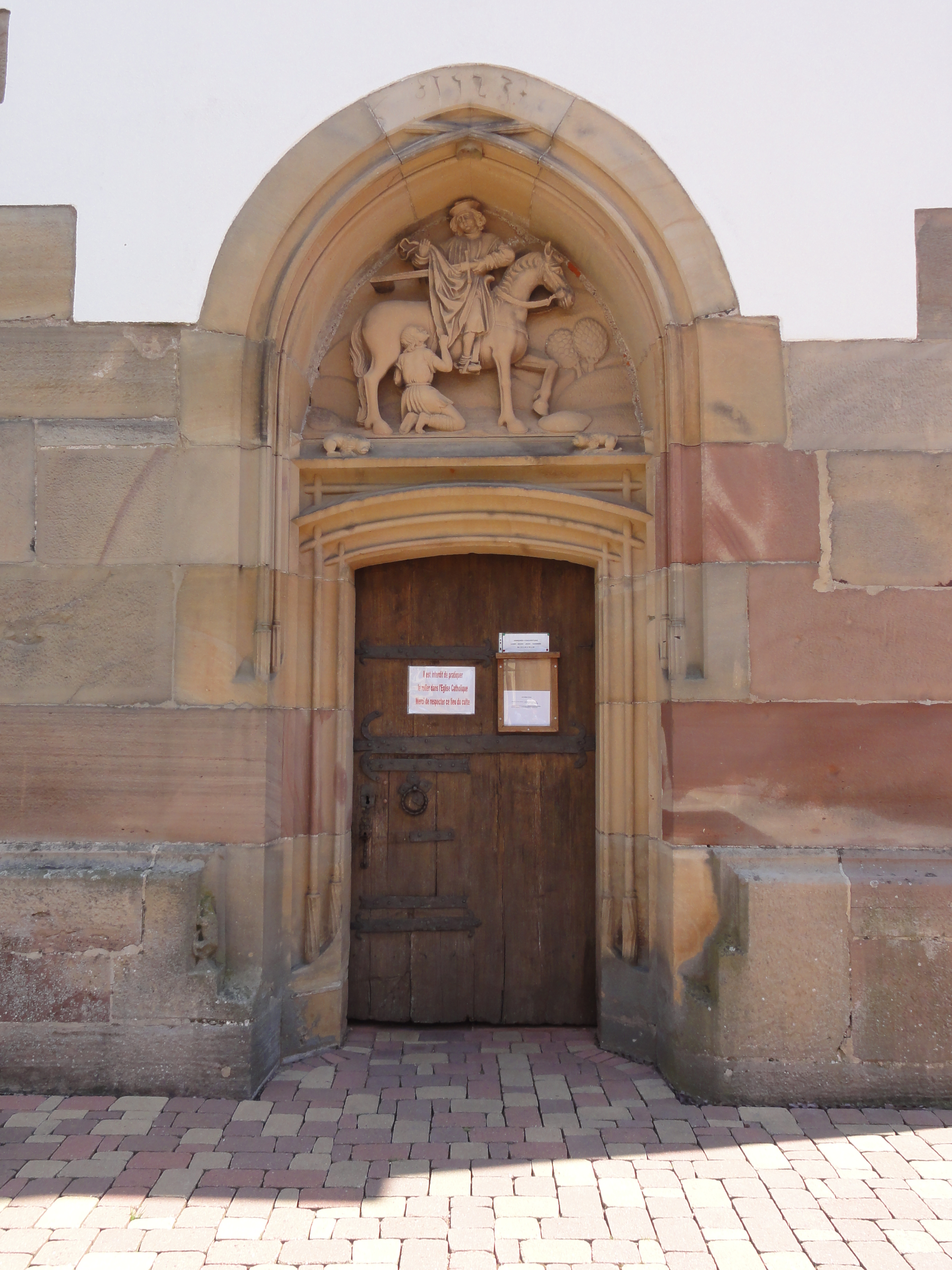
Портал в стиле ренессанс
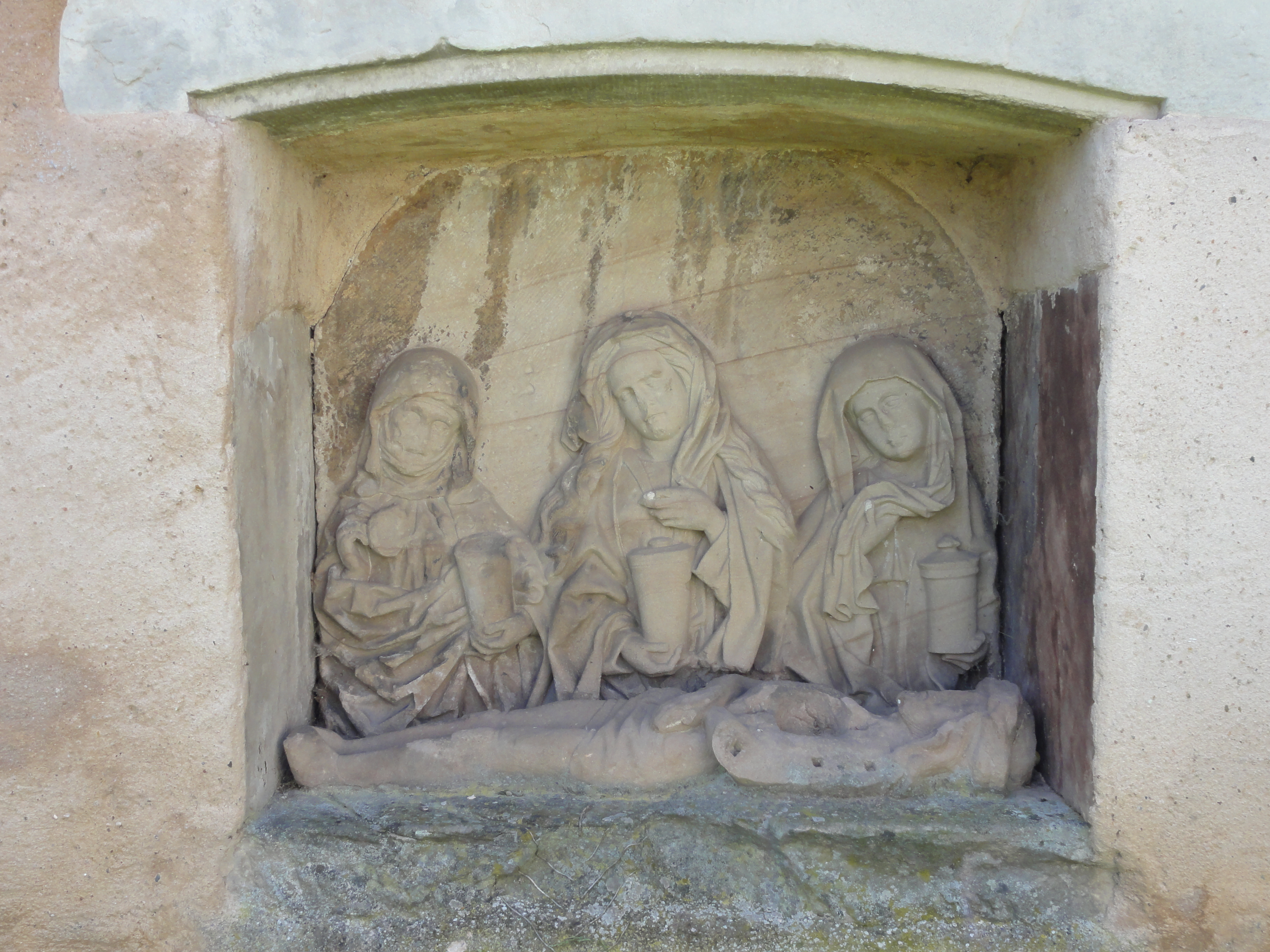
У гроба Господня
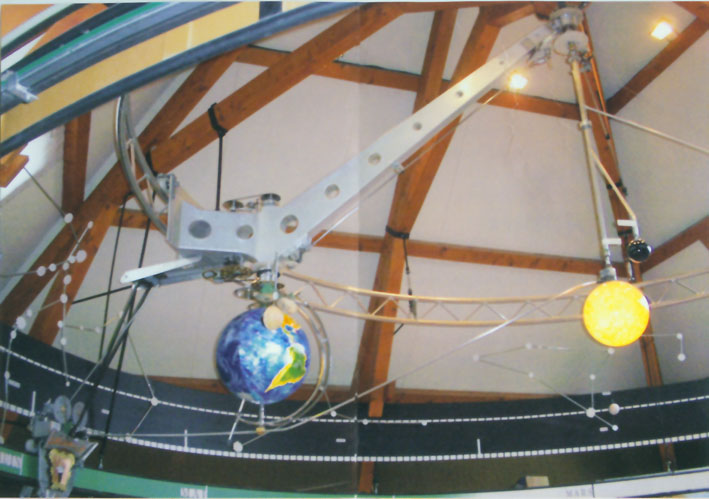
Планетарий
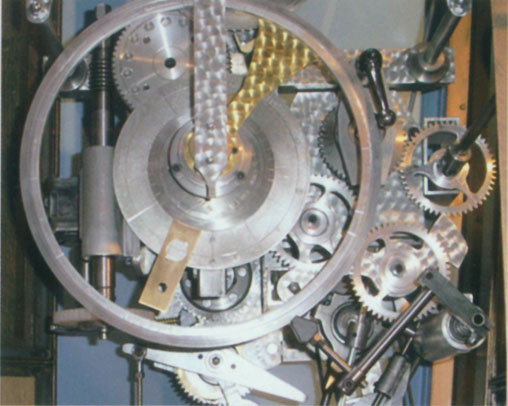
Механизм планетария
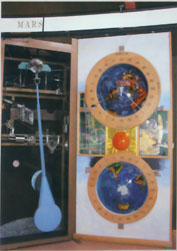
Часы с двумя циферблатами в планетарии
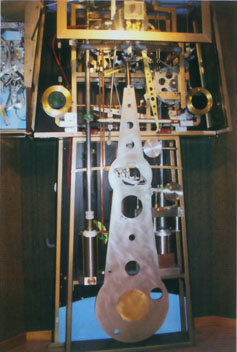
Механизм приводится в действие силой падающей воды
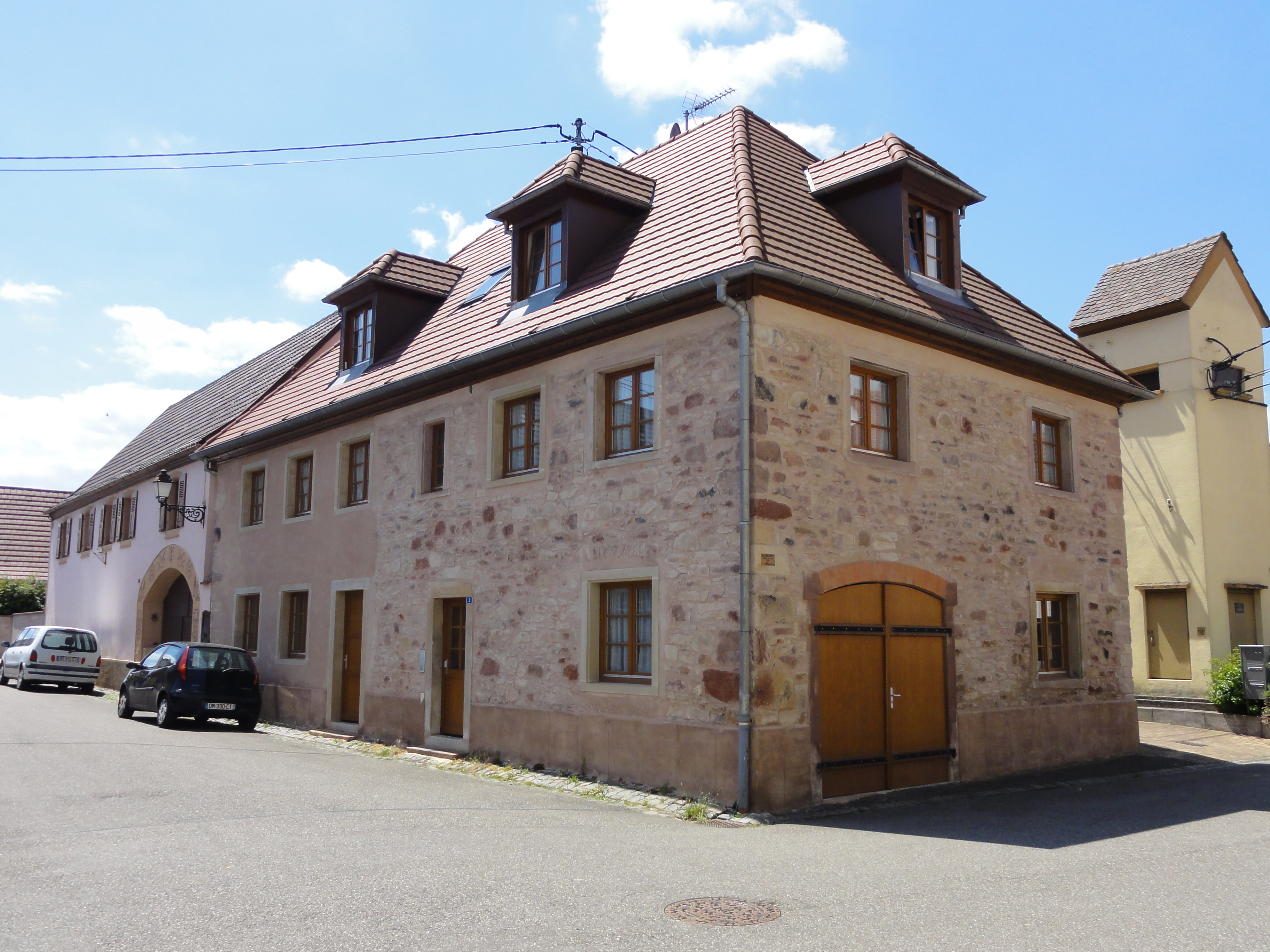
Здание школы
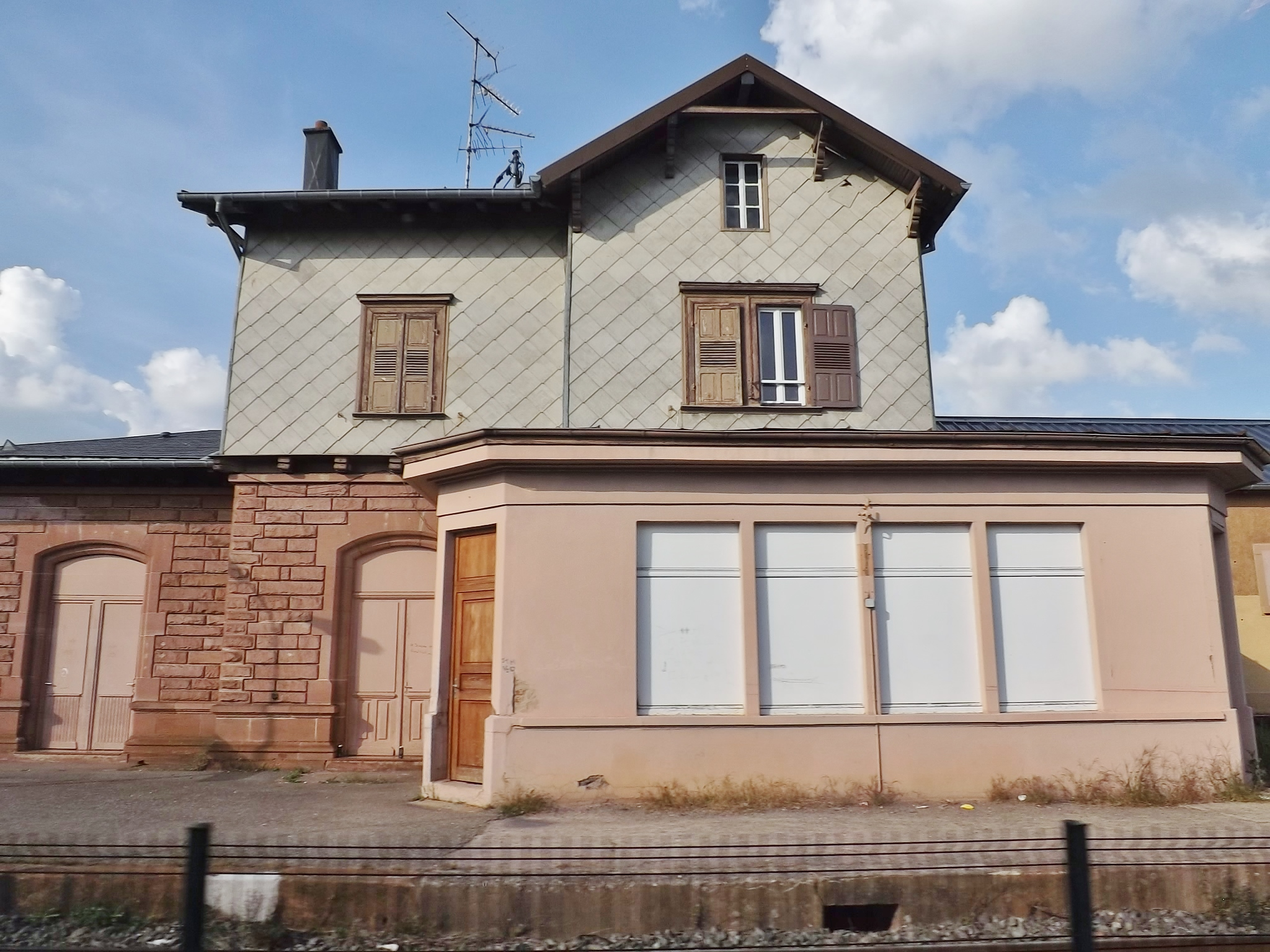
Вокзал